# Saint-Vincent-et-les-Grenadines aux Jeux olympiques d'été de 2004
Saint-Vincent-et-les-Grenadines participe aux Jeux olympiques d'été de 2004 à Athènes, en Grèce.
La délégation saint-vincentaise et grenadine est composée de 3 athlètes, 2 hommes et 1 femmes. Elle n'obtient aucune médaille durant ces jeux olympiques.
Le porte-drapeau lors de la cérémonie d'ouverture est l'athlète Natasha Mayers

## Engagés par sport

### Athlétisme

#### Hommes
| Andy Grant (en) | 800 m | 1 min 57 s 08 | 8e (éliminé) | – | – | – | – | – | – |

#### Femmes
| Athlète        | Épreuve | Séries   | Séries        | Quarts de finale | Quarts de finale | Demi-finales | Demi-finales | Finale   | Finale |
| Athlète        | Épreuve | Résultat | Rang          | Résultat         | Rang             | Résultat     | Rang         | Résultat | Rang   |
| -------------- | ------- | -------- | ------------- | ---------------- | ---------------- | ------------ | ------------ | -------- | ------ |
| Natasha Mayers | 100 m   | 11 s 45  | 3e (qualifié) | DNS              | DNS              | –            | –            | –        | –      |

### Natation

#### Hommes
| Athlète               | Épreuve         | Séries   | Séries        | Demi-finales | Demi-finales | Finale   | Finale |
| Athlète               | Épreuve         | Résultat | Rang          | Résultat     | Rang         | Résultat | Rang   |
| --------------------- | --------------- | -------- | ------------- | ------------ | ------------ | -------- | ------ |
| Donnie Defreitas (en) | 50 m nage libre | 27 s 72  | 74e (éliminé) | –            | –            | –        | –      |
| Donnie Defreitas (en) | 100 m dos       | DNS      | DNS           | –            | –            | –        | –      |